# Isidro Alegría
Isidro Alegría (n. Obanos, Navarra; 15 de mayo de 1852 - f. Santander; 21 de febrero de 1913), músico español.

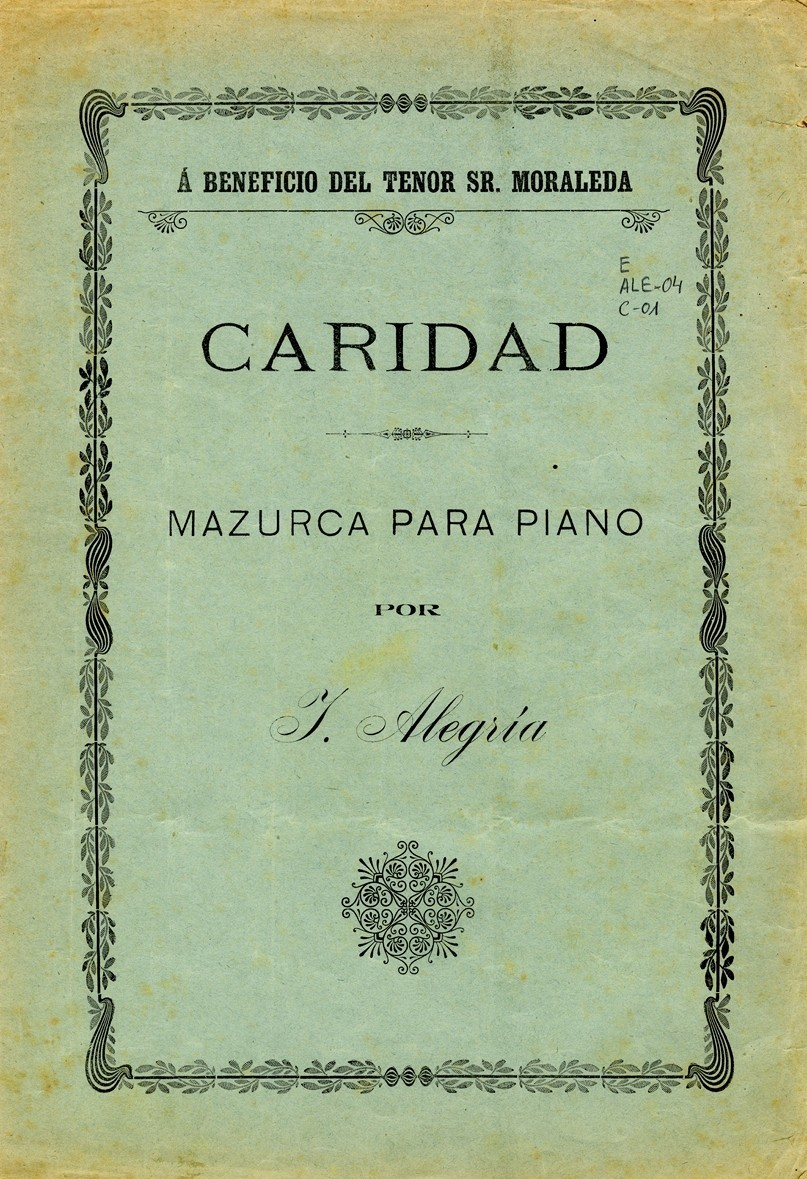
"Caridad", de Isidro Alegría.

Formado musicalmente con su padre, fue organista sucesivamente en las parroquias de Fuenterrabía, Guipúzcoa (1869), Santa Fe de Caparroso, Navarra (1870 a 1873), parroquias unidas de San Saturnino y San Pedro de Artajona, Navarra (1877 a 1881), hasta lograr la plaza de la parroquia de Santa Lucía en Santander en 1881.
Desplegó en esta ciudad una intensa labor musical como organista, profesor y crítico musical.
Es autor de un largo número de obras religiosas, corales, para órgano, piano, banda, así como la zarzuela Jerez a pasto.